# Aeroport de Salto
L'Aeroport Internacional Nueva Hesperides (IATA: STY, OACI: SUSO), és un aeroport que es troba a la ciutat de Salto, al nord-oest de l'Uruguai, i serveix la mateixa ciutat.